# Constitución de Armenia
La Constitución de Armenia (en armenio, Հայաստանի Սահմանադրությունը Hayastani Sahmanadrut’yuny), oficialmente Constitución de la República de Armenia (en armenio, Հայաստանի Հանրապետության Սահմանադրությունը Hayastani Hanrapetut’yan Sahmanadrut’yuny), es la base del sistema legal de la República de Armenia, es la ley principal del país, a la que deben ajustarse todas las demás leyes y actos jurídicos. La constitución es también un documento valor e ideológico, que define los principios más básicos de la organización de la sociedad armenia, cuya aplicación, práctica y fortalecimiento debe procurar el Estado.

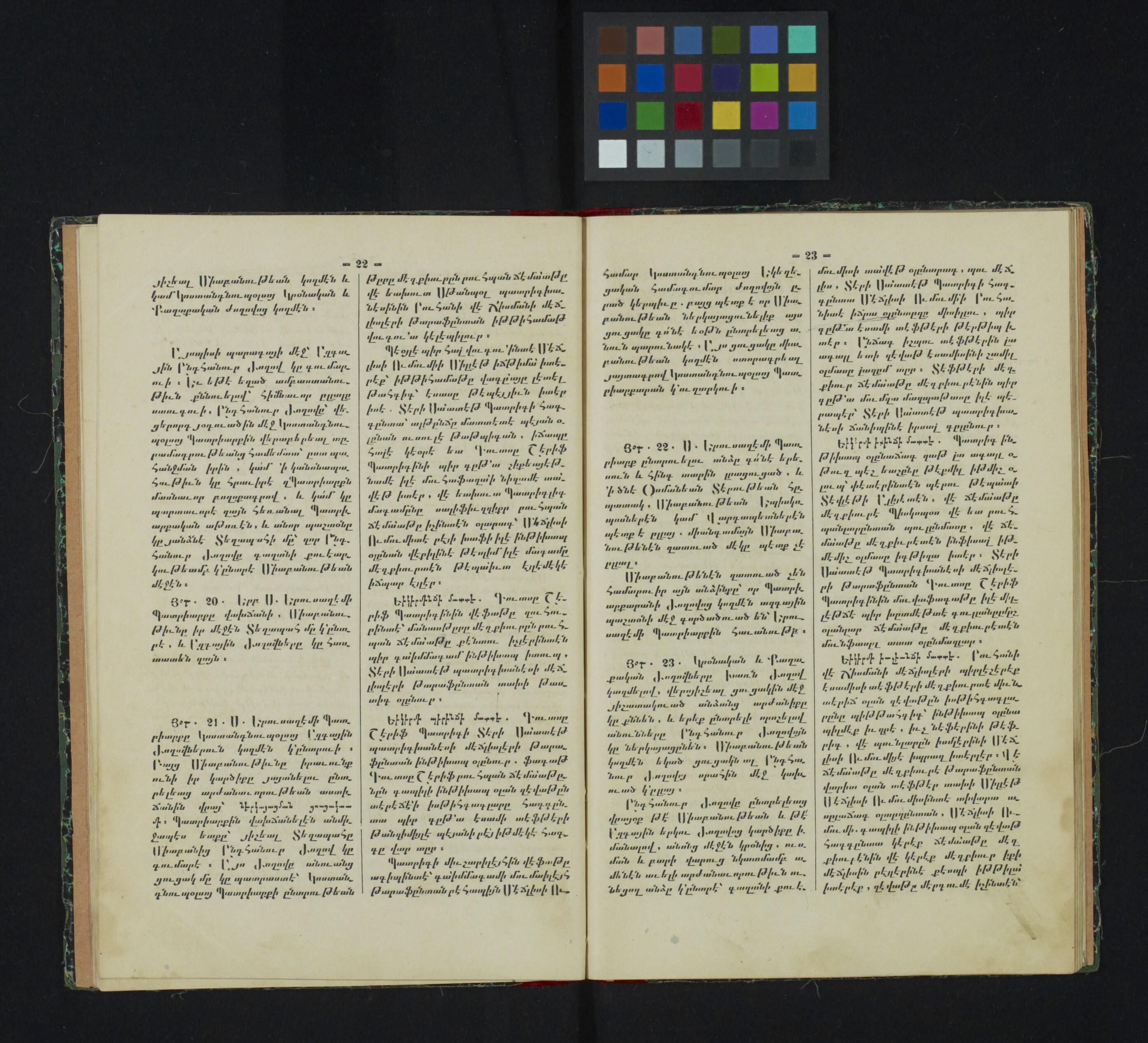
Páginas 22 y 23 de la Constitución de Armenia.

La constitución fue aprobada por un referéndum nacional armenio realizado el 5 de julio de 1995. Esta constitución estableció en Armenia un Estado democrático, soberano, social y constitucional. En ella la ciudad de Ereván es definida como la capital del Estado armenio. El poder reside en los ciudadanos, que lo ejercen directamente a través de la elección de los representantes del gobierno. Las decisiones relacionadas con cambios en el estado constitucional o una alteración de las fronteras están sujetas al voto de los ciudadanos de Armenia ejercido mediante un referéndum. La constitución de 1995 posee 117 artículos. El 27 de noviembre de 2005, se realizó un referéndum constitucional en todo el país y se adoptó una reforma constitucional.

Edición actual de la Constitución de la República de Armenia.

De acuerdo con la constitución de noviembre del 2005, el presidente de la República de Armenia nombra al primer ministro armenio basándose en la distribución de los escaños en la Asamblea Nacional y las consultas con los grupos parlamentarios. El presidente también nombra o destituye de su cargo a los miembros del Gobierno por recomendación del primer ministro. Dados los poderes constitucionales del presidente, Armenia puede ser considerada como una república presidencial.
En Armenia se celebra el Día de la Constitución el 5 de julio, siendo un día feriado a nivel nacional.

## Antecedentes e historia
Inmediatamente después de la independencia, la constitución de 1978, una réplica del documento de 1977 de la Unión Soviética, se mantuvo en vigor, salvo en los casos en que la legislación específica los reemplazó. A finales de 1992, el presidente y los delegados parlamentarios presentaron un proyecto de constitución. Se presentó una versión revisada en marzo de 1993. 
Después de trabajar casi un año, un bloque de seis partidos de la oposición liderados por la Federación Revolucionaria Armenia (FRA) presentó una constitución alternativa en enero de 1994 que ampliaría el poder de la Asamblea Nacional, limitaría el del presidente, ampliaría la autoridad del gobierno local, permitiría que los armenios de todas partes participaran en el gobierno de la república, y buscaría el reconocimiento internacional del genocidio armenio de 1915. A principios de 1994, los observadores esperaron una larga lucha en el parlamento antes de que se aprobara una versión final.

## Constituciones predecesoras

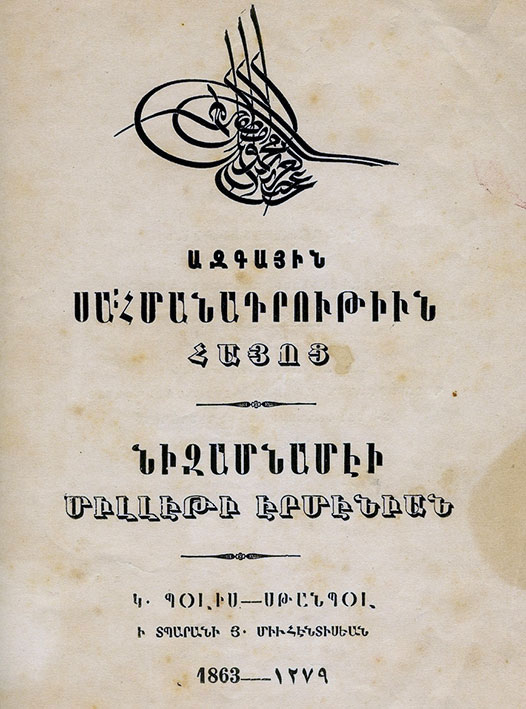
Portada de la Constitución Nacional Armenia.

### Constitución Nacional Armenia (1863-1923)
Históricamente, la primera constitución armenia es la Constitución Nacional Armenia (en armenio, Հայազգային Սահմանադրութիւն Hayazgayin Sahmanadrut’iwn; en francés, Constitution nationale arménienne), otorgada el 24 de mayo de 1860 por el sultán otomano Abdülaziz I a sus súbditos armenios; esta constitución, llamada por la administración otomana como Reglamento de la Nación armenia (en turco otomano, نظامنامهٔ ملّت ارمنیان Nizâmnâme-i Millet-i Ermeniyân), incluía 150 artículos que definen los derechos y deberes de los armenios del Imperio otomano. Sin embargo, fue suspendida por el sultán Abdul Hamid II en 1898.

### Constitución armenia de 1918
Después de la independencia y la proclamación de la Primera República de Armenia el 28 de mayo de 1918, el programa del primer gobierno armenio, dirigido por Hovhannes Kajaznuni, prevé la reunión de una asamblea constituyente que supuestamente haría de Armenia un Estado de derecho y una república parlamentaria. Aunque la asamblea fue efectivamente elegida en junio de 1919, la constitución propuesta nunca vio la luz el día.

### Constituciones soviéticas
Bajo la era soviética, la República Socialista Soviética de Armenia adoptó su primera constitución el 3 de febrero de 1922, que permanece en vigor hasta su incorporación a la República Socialista Federativa Soviética de Transcaucasia el 12 de marzo de 1922. La salida de esta federación en 1936 dio lugar a una segunda constitución adoptada en 1937. Finalmente, la constitución soviética de 1977 allanó el camino para una tercera constitución, adoptada en 1978. Estas dos últimas se inspiran respectivamente en las constituciones soviéticas de 1936 y 1977, excepto, en el último caso, que la constitución armenia de 1978 hace del armenio la lengua de la república.

### Constitución armenia de 1995 (actual)
Tras el regreso de Armenia a la independencia en 1991, se creó al año siguiente una comisión constitucional que reunió a abogados y líderes políticos y elaboró durante tres años un proyecto de constitución de tipo presidencial que fue adoptado por referéndum el 5 de julio de 1995 por el 68 % de los votos. Esta constitución es reformada por referéndum el 27 de noviembre de 2005 por el 70 % de los votos; en particular, reequilibra ligeramente los poderes en detrimento del presidente y amplía la autonomía local.
La Constitución de Armenia de 2005 se ha comparado a menudo con la Constitución francesa de 1958, este parecido se debe a la francofilia del entonces presidente armenio Levon Ter-Petrosián y a su pasión por las instituciones de la Quinta República francesa. Sin embargo, tras el referéndum del 6 de diciembre de 2015, se reforma la constitución y se substituye el régimen semipresidencialista por un régimen parlamentario.

## Estructura de la constitución
La Constitución de Armenia consta de un preámbulo o prefacio y nueve capítulos repartidos en 117 artículos. El preámbulo establece los principios y objetivos generales de la constitución (el pueblo armenio, la base de los principios fundamentales y los objetivos nacionales de la condición de Estado armenio consagrados en la Declaración de Independencia de Armenia, llevando a cabo la sagrada aspiración de la restauración de su Estado soberano, dedicada al fortalecimiento de la patria, la prosperidad, la solidaridad cívica y afirmando la adhesión a los valores universales). El preámbulo también es importante desde el punto de vista legal, ya que se refiere a la Declaración de Independencia de Armenia, adoptada el 23 de agosto de 1990, elevando así los principios y objetivos del Estado armenio a un nivel constitucional y legal.

### Capítulo 1:La base del orden constitucional[11]
Este capítulo define que el Estado armenio es de naturaleza soberana, democrática, social y de derecho, el poder del pueblo, la restricción estatal de los derechos humanos y las libertades, la fuerza jurídica suprema de la constitución con todos los demás actos jurídicos, su efecto inmediato, el principio de separación y equilibrio de poderes, la política, los fundamentos de los sistemas económicos y sociales, la separación de la iglesia del Estado, el estado de las fuerzas armadas, la organización administrativo-territorial del Estado, el idioma oficial, los símbolos estatales y la capital.

### Capítulo 2:Derechos humanos y derechos y libertades fundamentales de los ciudadano[12]
Los derechos humanos y civiles fundamentales y los derechos de libertad, consagrados de conformidad con las normas reconocidas internacionalmente. Los derechos humanos y civiles y los derechos de libertad se dividen en derechos personales, políticos, civiles y socioeconómicos. Este capítulo también establece los deberes específicos del individuo y del ciudadano, a saber, el deber de cada persona de pagar los impuestos en la forma y cuantía prescrita por la ley, de hacer otros pagos obligatorios, de hacer valer la constitución y las leyes, de respetar los derechos, la libertad y la dignidad de los demás, así como el deber de cada ciudadano de participar en la defensa de la República de Armenia en la forma prescrita por la ley.

### Capítulo 3:El presidente de la República[13]
Define el estatuto del presidente de la República, su poder, el procedimiento de elección y los términos del cargo, los requisitos para ser candidato a presidente. Las elecciones de presidente de la República, de la Asamblea Nacional, de los órganos de los gobiernos autónomos locales, así como el referéndum, se realizarán por sufragio universal, igual, directo y secreto.

### Capítulo 4:Parlamento[14]
Define el estatuto, la facultad, el procedimiento de elecciones de la legislatura, el estatuto de los diputados y el procedimiento de elección, y el proceso legislativo.

### Capítulo 5:Gobierno[15]
Define los poderes y procedimientos del poder ejecutivo y el gobierno.

### Capítulo 6:Poder judicial[16]
Define la estructura del sistema judicial, el procedimiento de su formación, el procedimiento y las facultades de la formación del Tribunal Constitucional, así como las facultades de la Fiscalía de la República de Armenia, que está separada del poder judicial, y el procedimiento para el nombramiento del fiscal general.

### Capítulo 7:Autonomía local[18]
Garantiza el autogobierno local a las comunidades, el derecho y la autoridad de la comunidad para resolver asuntos de importancia local de conformidad con la constitución y las leyes para asegurar el bienestar de sus residentes. Los órganos autónomos locales se definen como la cabeza de la comunidad y el consejo, sus poderes, la base de financiación de las comunidades y el control del gobierno sobre las comunidades.

### Capítulo 8:Aprobación, reforma y referéndum de la constitución[19]
Establece que la constitución será aprobada y reformada únicamente por referéndum, el cual será fijado por el presidente de la República previa recomendación o anuencia de la Asamblea Nacional. Las leyes también pueden ser aprobadas por referéndum, las cuales están sujetas a enmienda posterior por referéndum y, a su vez, también define las bases para un referéndum.

### Capítulo 9:Disposiciones finales y transitorias[20]
Define las disposiciones transitorias relativas a las reformas constitucionales.

## Principales disposiciones constitucionales
Los 117 artículos de la constitución se dividen en nueve capítulos. De los capítulos 2 al 5 se refieren a los derechos y libertades fundamentales (capítulo 2), al presidente de la República (capítulo 3), a la Asamblea Nacional (capítulo 4), al Gobierno (capítulo 5) y al poder judicial (capítulo 6). Sus principales disposiciones se resumen aquí.

### Presidente de la República
El presidente de la República de Armenia (en armenio, Հայաստան ի Նախագահ Hayastani nakhagah) es el jefe de Estado y garante de la independencia y la integridad territorial de Armenia, elegido por la Asamblea Nacional de Armenia para un mandato único de siete años. Bajo el sistema parlamentario de Armenia, el presidente es simplemente una figura decorativa o simbólica y tiene deberes ceremoniales, con la mayor parte del poder político conferido al parlamento y al primer ministro .

### Primer ministro
El primer ministro de Armenia (en armenio, Հայաստանի վարչապետ Hayastani varch’apet) es el jefe de Gobierno y el ministro más importante dentro del gobierno armenio, y la constitución le exige «determinar las principales direcciones de política del gobierno, administrar las actividades del gobierno y coordinar el trabajo de los miembros del Gobierno». Así mismo, según la constitución, el primer ministro encabeza el Consejo de Seguridad, que prescribe las principales direcciones de la política de defensa del país; por lo tanto, el primer ministro es efectivamente el comandante en jefe de las Fuerzas Armadas de Armenia. 
Según la constitución de 2015, el primer ministro es la persona más poderosa e influyente en la política armenia. El primer ministro es designado por el presidente de Armenia con el voto de la Asamblea Nacional. El primer ministro puede ser destituido mediante una moción de censura en el Parlamento. En el referéndum constitucional celebrado en 2015, los ciudadanos votaron a favor de convertir a Armenia en una república parlamentaria.

### Asamblea Nacional
La Asamblea Nacional de Armenia (en armenio, Հայաստանի Ազգային ժողով Hayastani Azgayin Zhoghov) es la rama legislativa unicameral que gestiona el poder legislativo en Armenia.

### Gobierno
El Gobierno de la República de Armenia (en armenio, ͡Հայաստանի Հանրապետության Կառավարություն Hayastani Hanrapetut’yan Karravarut’yun) es el poder ejecutivo del gobierno de Armenia. Es un consejo ejecutivo de ministros del gobierno encabezado por el primer ministro de Armenia .

### Poder judicial
El poder judicial de Armenia interpreta y aplica la ley de Armenia. Según la doctrina de la separación de poderes, el poder judicial ejerce el poder judicial por separado del poder legislativo del parlamento y del poder ejecutivo del primer ministro. Según la constitución, se define con una estructura jerárquica encabezada por el Consejo Superior de la Magistratura.
Con base en el artículo 7 de la Constitución de Armenia, el poder judicial en Armenia es ejercido únicamente por los tribunales a través de un sistema judicial de tres niveles, siendo el garante de su implementación sin restricciones el Consejo Judicial Supremo.

### Minorías étnicas
La constitución reserva cuatro escaños en la Asamblea Nacional de Armenia para minorías étnicas: uno para rusos, uno para yazidíes, uno para asirios y otro para kurdos. 